# Axel Kerfve
Axel Amandus Erik Eriksson Kerfve, född 25 september 1863 i Stockholm, död där 26 augusti 1938, var en svensk författare, översättare och journalist. Pseudonymer: Adil Ehrenclou; Alva Krondal; Birger Trolle; Erik Axelsson; Gunnar Grane; Gustaf Wide; Hervor Krone; Kurt Lange; Sven i Skratthult; Tor Hallström; Tor Svenske.

## Biografi
Föräldrar var hyrverksdelägaren Erik Eriksson och Amanda Westerberg. Han var elev vid Stockholms högre realläroverk till 1883 och därefter privatlärare i matematik och språk samtidigt som han bedrev egna studier. 
Journalistbanan inledde han som volontär vid Dagens Nyheter 1888 och han blev samma år redaktionssekreterare vid Sveriges Handelstidning och 1889 redaktionssekreterare i Vesta. Åren 1890-1891 var han medarbetare i Svenska Dagbladet och även redaktör av Smått och Gott (Sveriges första Tit-Bits). Åren 1894-1896 var Kerfve redaktionssekreterare i Varieté, redaktör och utgivare av Boulevardtidningen Svarta Katten 1905, redaktionssekreterare i Kurre 1907-1909 samt Nordiska bokförlagets litterära rådgivare 1908-1914. 
Han medverkade med bidrag i en mängd tidningar och tidskrifter, framför allt med kulturhistoriskt material och Stockholmiana. Han skrev ett stort antal ungdoms- och äventyrsromaner, varav ett fyrtiotal utkom i serien B. Wahlströms ungdomsböcker, kupletter åt varieetéartister och översatte främst ungdomsböcker. 
Kerfve är känd som en av Sveriges första författare av detektivromaner. 1899-1900 utkom Gunnar Holms minnen i fyra delar, som är en fiktiv Stockholmsdetetektivs memoarer. 
Han gifte sig 1896 med Anna Öhlander och de fick två barn.

### Skönlitteratur
- Med våld och list : roman ur det Stockholmska lagbrottslifvet. Illustreradt kriminalbibliotek ; 1-2. Stockholm: Ill. kriminalbibl. 1896. Libris 3275800
- Röntgenstrålar genom varietékroppar : en chansonetts historia / af Tor Svenske. Stockholm: NEkelöf. 1986. Libris 22697550. http://hdl.handle.net/2077/56466
- Carl XV kvinnornas kung : romantiserade skildringar från 1860-talet. 1-3 / af Erik Axelsson. Stockholm: Weijmer. 1897-1898. Libris 3272980
- Carl XV kvinnornas kung : romantiserade skildringar från 1860-talet. 1. Stockholm: Weijmer. 1897. Libris 3cdlw797136phjb5. http://hdl.handle.net/2077/57916
- Carl XV kvinnornas kung : romantiserade skildringar från 1860-talet. 3. Stockholm: E.A. Weimers' bokförlag. 1898. Libris r2kj83lmpgkp3s7l. http://hdl.handle.net/2077/62264
- Brutna eder : en societetskvinnas roman : nutidsbilder Första delen. Stockholm: Bokförlaget Svecia. 1898. Libris 3dl26zk413mbph40. http://hdl.handle.net/2077/61365
- Brutna eder : en societetskvinnas roman : nutidsbilder Andra delen. Stockholm: Bokförlaget Svecia. 1898. Libris 6hrcz5kk4tspv0b3. http://hdl.handle.net/2077/61671
- Brutna eder : en societetkvinnas roman : nutidsbilder. 1-2 / af Adil Ehrenclou. Stockholm: Svecia. 1898-1899. Libris 1644190
- Gunnar Holms minnen : ur en Stockholms-detektivs minnen. 1-4. Stockholm: Nilsson. 1899-1900. Libris 2156979
- 1, Vackra grefvinnan. Stockholm: Nilsson. 1899. Libris p0716x8gm5h1ww9v Fulltext: Göteborgs universitetsbibliotek, / Litteraturbanken.
  -  2, Mordet på Södra teatern. 1900. Libris 2156981. http://litteraturbanken.se/#!/forfattare/KerfveA/titlar/GunnarHolmsMinnen2/sida/1/etext?om-boken
  -  3, Hans höghets älskarinna. Stockholm: Nilsson. 1900. Libris 13983824 Fulltext: Göteborgs universitetsbibliotek, Litteratur banken.
  -  4, Falske doktorn. Stockholm: Nilsson. 1900. Libris 13983823 Fulltext: Göteborgs universitetsbibliotek, Litteratur banken.
- Till Klondyke! : en svensk guldgräfvares öden  : roman / illusterad af Einar Torsslow. Stockholm: Eklundh. 1899-1900. Libris 1644675. http://litteraturbanken.se/#!/forfattare/KerfveA/titlar/TillKlondyke/sida/1/etext?om-boken
- Svenska hjältar i boerkriget 1899-1900 : romantiserade skildringar. Stockholm: Const. Olofsson. 1900. Libris 3ccrpl8k1s50ltg4. http://hdl.handle.net/2077/57752
- Jesper Cruus : Sveriges största äfventyrare : historisk roman från Vasatiden. 1-4 / illusterad af Einar Torsslow. Stockholm: Nilsson. 1901-1902. Libris 1727279
- Svenska hjältar med De Wet : romantiserade skildringar från boerkriget / illusterad af Einar Torsslow. Stockholm: Olofsson. 1901-1902. Libris 2738977
- Drottning Kristinas gunstlingar : historisk roman om Gustaf II Adolfs dotter / Birger Trolle. Stockholm: Silén. 1902-1903. Libris 1728854
- Helsingelif : roman / af Gustaf Wide. Stockholm: Silén. 1903. Libris 1719583
- Det förlofvade landet : svensk-amerikansk roman från våra dagar. 1-2 / Tor Hallström ; illusterad af Einar Torsslow. Stockholm: Silén. 1904. Libris 1941056
- En storstads skuggsidor : sederoman från våra dagars Stockholm / Kurt Lange. Stockholm: Silén. 1904. Libris 1727405
- Kuropatkins spion : roman från rysk-japanska kriget. Stockholm. 1905. Libris 2738703
- Bland svenska lycksökare i dollarns land : skildringar ur verkligheten / med talrika illustrationer af E, Torsslow. Stockholm: Svithiod. 1906. Libris 1614777
- Den stora hemligheten : roman  : svenskt original för Stockholms-Tidningen. Stockholm. 1907. Libris 3004072
- Under tjusarkungens spira : historisk roman från Bellmans dagar  : för Stockholms-Tidningen. Stockholm. 1907. Libris 2094695
- På Carl XV:s tid : konstnärsroman från 1860-talet : origialroman för Stockholms-Tidningen. Stockholm. 1909. Libris 2738705
- Svenskt folkliv i våra dagar : skioptikonbilder / av Gunnar Grane. Stockholm: Nord. bokförl. 1909. Libris 2738706
- Bostondrömmar : modern samhällsroman för Stockholms-Tidningen / av Hervor Krone. Stockholm. 1910. Libris 3272978
- Baronessan Pantzarcrona : en bil- och kärlekshistoria / av författaren till Bostondrömmar. Stockholm: Gullberg. 1912. Libris 1631199
- Falska profeter : väckelseroman ur mormonismens historia  : svensk originalroman för Stockholms-Tidningen. Stockholm. 1913. Libris 2738700
- Täljetokar : efter gamla urkunder skildrade  : med 33 tidstrogna illustrationer. Stockholm: Chelius. 1913. Libris 1635490
- Allt för fosterlandet : krigsutbrottets roman. Stockholm: Wahlström. 1914. Libris 1635487
- Nygifta Swensohns eller prima korderoj / Sven i Skratthult. Svensk humor, 99-2969743-8 ; 5. Stockholm: Wahlström. 1914. Libris 3276170
- Swensohns på sommarnöje. Svensk humor, 99-2969743-8 ; 11. Stockholm: Wahlström. 1914. Libris 3276168
- Vid kärlekens port : roman för Stockholms-Tidningen. Stockholm. 1911. Libris 2738707

#### Chelius ungdomsböcker
- Pojköden : sex berättelser för Sveriges ungdom. Chelius ungdomsböcker, 99-3297539-7 ; 1-6. Stockholm: Chelius. 1912. Libris 1875028
  -  Falluckan : ur en Smålandsborgs historia / av Gunnar Grane. Chelius ungdomsböcker, 99-3297539-7 ; 2. Stockholm: Chelius. 1912. Libris 1640973
  -  I zigenarehänder : tattarehistoria från Vikbolandet / av Tor Svenske. Chelius ungdomsböcker, 99-3297539-7 ; 5. Stockholm: Chelius. 1912. Libris 1640976
  -  Kärnpojkar : vildmarksberättelse. Chelius ungdomsböcker, 99-3297539-7 ; 1. Stockholm: Chelius. 1912. Libris 1640972
  -  Piraterna : slavhandelshistoria från Medelhavet / av Gustav Wide. Chelius ungdomsböcker, 99-3297539-7 ; 3. Stockholm: Chelius. 1912. Libris 1640974
  -  Seppi Orädd : från Frans Josef Haydns barndom. Chelius ungdomsböcker, 99-3297539-7 ; 6. Stockholm: Chelius. 1912. Libris 1640977
  -  Under kors och drake : från boxarupprorets dagar. Chelius ungdomsböcker, 99-3297539-7 ; 4. Stockholm: Chelius. 1912. Libris 1640975
- Mickel Räv : märkliga historier ur Mickels fabulösa levnadslopp / för ungdomen berättade efter Max Barck. Stockholm: Chelius. 1913. Libris 1637312
- Rovplockaren : folksagor om Riesengebirges bergakung efter gamla tyska källor. Stockholm: Chelius. 1913. Libris 1635488
- Nutidsflickor : skildringar från ett sommarlov / av Alva Krondal. Stockholm: Chelius. 1929. Libris 1333332
- "Rikard Orädd" : äventyrsberättelse från flydda tiders Normandie  : efter gamla franska och engelska historiska källor upptecknade för de unga / av Gunnar Grane. Stockholm: Chelius. 1929. Libris 1330651
- Kottlamysteriet : kriminalroman. Stockholm: Chelius. 1930. Libris 1333050

#### Ungdomsböcker påB. Wahlströms bokförlag

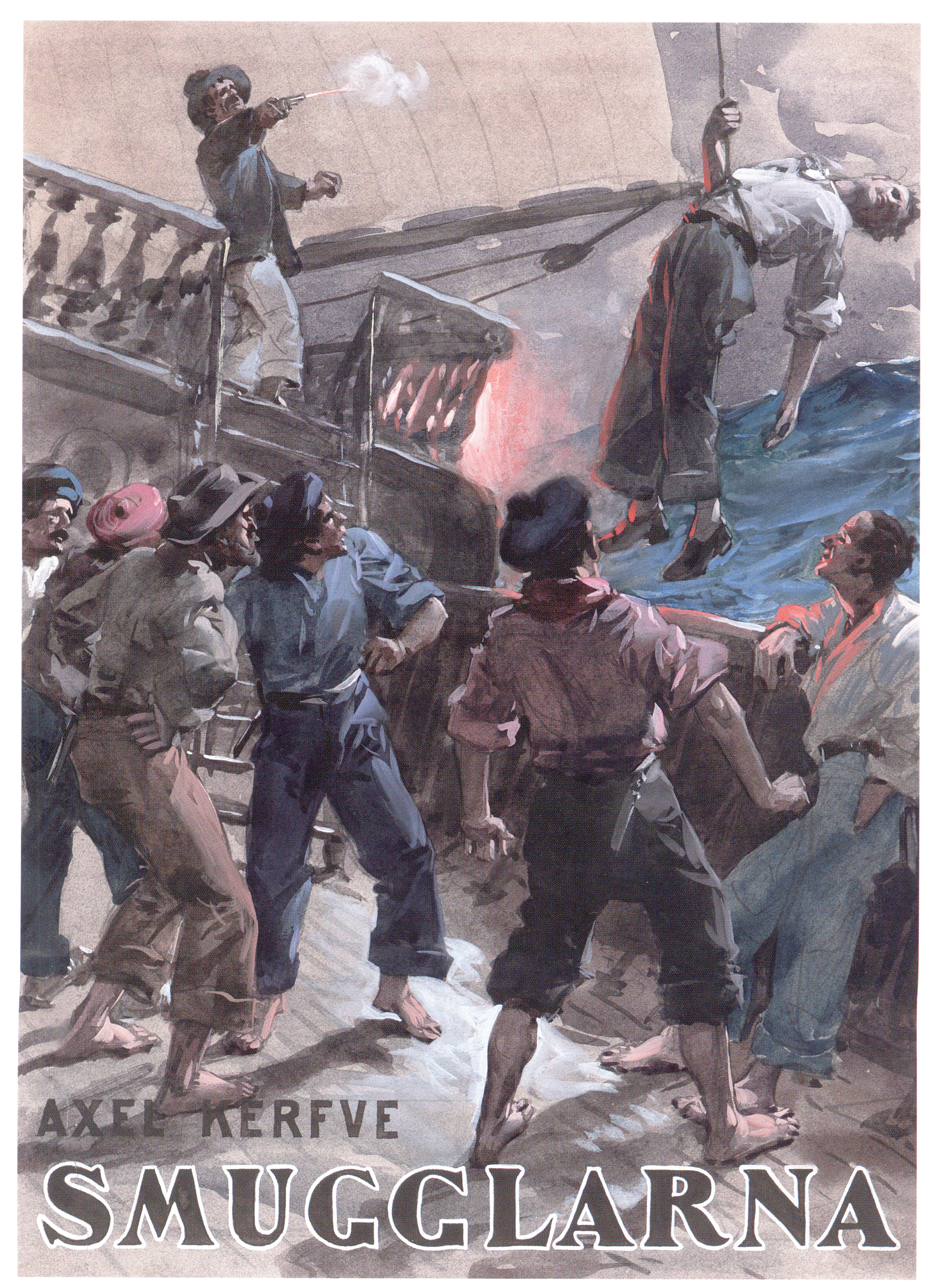
Bokomslag till Smugglarna utfört av David Ljungdahl.

- Gränsspionerna : roman från det stora världskriget. 1-2 / Kurt Lange. B. Wahlströms 25 öres-böcker ; 146-147. Stockholm: Wahlström. 1914. Libris 1635953
- Scoutpatrullen : berättelse för ungdom. B. Wahlströms ungdomsböcker, 99-0117885-1 ; 5. Stockholm: B. Wahlström. 1914. Libris 1635489
- Silverormen, den siste apachehövdingen : äventyrareliv i norra Mexico i våra dagar  : berättad för ungdom. B. Wahlströms ungdomsböcker, 99-0117885-1 ; 7. Stockholm: B. Wahlström. 1915. Libris 1640962. https://runeberg.org/silvorm/
- Sam Engrens äventyr i Mexiko : äventyrareliv i norra Mexiko i våra dagar  : berättelse för ungdom. B. Wahlströms ungdomsböcker, 99-0117885-1 ; 12. Stockholm: B. Wahlström. 1916. Libris 1660270
- Ombord på "Örnen" / av Kurt Lange. Ungdomsbiblioteket, 99-2241530-5 ; 13. Stockholm: B. Wahlström. 1917. Libris 1660202
- Svarta falkens hemlighet. B. Wahlströms ungdomsböcker, 99-0117885-1 ; 14. Stockholm: B. Wahlström. 1917. Libris 1660272
- Kalabaliken i Costa Punta : äventyrsberättelse för ungdom / av Kurt Lange. Ungdomsbiblioteket, 99-2241530-5 ; 41-42. Stockholm: B. Wahlström. 1918. Libris 1660223
- Svarte Bill : äventyrsberättelse för pojkar / av Kurt Lange. Ungdomsbiblioteket, 99-2241530-5 ; 31. Stockholm: B. Wahlström. 1918. Libris 1660216
- Texas-Tom : cowboy-historia från gränsprärierna / av Kurt Lange. Ungdomsbiblioteket ; 28. Stockholm: B. Wahlström. 1918. Libris 1660214
- Blockadbrytaren : äventyrsberättelse för ungdom. B. Wahlströms ungdomsböcker, 99-0117885-1 ; 24. Stockholm: B. Wahlström. 1919. Libris 1660280
- Guldskatten : historia från Vilda Västern /av Kurt Lange. Ungdomsbiblioteket, 99-2241530-5 ; 59. Stockholm: B. Wahlström. 1919. Libris 1660235
- Kopparskrinet : äventyrsberättelse / av Kurt Lange. Ungdomsbiblioteket, 99-2241530-5 ; 49. Stockholm: B. Wahlström. 1919. Libris 1660228
- De röda hundarna : äventyrsberättelse för ungdom / av Kurt Lange. Ungdomsbiblioteket, 99-2241530-5 ; 57. Stockholm: B. Wahlström. 1919. Libris 1660233
- Smugglarna : berättelse för pojkar. B. Wahlströms ungdomsböcker, 99-0117885-1 ; 32. Stockholm: B. Wahlström. 1919. Libris 1660287
- Den unge sheriffen / av Kurt Lange. Ungdomsbiblioteket, 99-2241530-5 ; 54. Stockholm: B. Wahlström. 1919. Libris 1660231
- Big Bobs triumf : äventyrsberättelse från Kaliforniakusten / Kurt Lange. Ungdomsbiblioteket, 99-2241530-5 ; 79. Stockholm: B. Wahlström. 1920. Libris 1660250
- I svarta handens skugga : ett äventyrligt cirkusband / Kurt Lange. Ungdomsbiblioteket, 99-2241530-5 ; 82. Stockholm: B. Wahlström. 1920. Libris 1660253
- Mästerskytten i Lost Luck : berättelse för pojkar / Kurt Lange. Ungdomsbiblioteket, 99-2241530-5 ; 71. Stockholm: B. Wahlström. 1920. Libris 1660244
- Skallerormarna : äventyrareliv i Arizona / Kurt Lange. Ungdomsbiblioteket, 99-2241530-5 ; 90. Stockholm: B. Wahlström. 1920. Libris 1660261
- Äventyret i Goldhawk Point : äventyrshistoria från Arizona / Kurt Lange. Ungdomsbiblioteket, 99-2241530-5 ; 77. Stockholm: B. Wahlström. 1920. Libris 1660248
- Luftens marodörer : Newyorksäventyr / skildrade av Kurt Lange. Ungdomsbiblioteket, 99-2241530-5 ; 102. Stockholm: B. Wahlström. 1921. Libris 1483581
- Arizona-Bert i New-York : äventyrshistoria från New-York / av Kurt Lange. Ungdomsbiblioteket, 99-2241530-5 ; 146. Stockholm: B. Wahlström. 1923. Libris 1483625
- Riddaresalens hemlighet : ungdomshistoria från Sveriges medeltid / av Kurt Lange. Ungdomsbiblioteket ; 155. Stockholm: B. Wahlström. 1923. Libris 1483634
- Sam Engren på nya äventyr i Mexiko : berättelse för pojkar. B. Wahlströms ungdomsböcker, 99-0117885-1 ; 82. Stockholm: Wahlström. 1925. Libris 1483681
- Vikingablod : berättelse för pojkar. B. Wahlströms ungdomsböcker, 99-0117885-1 ; 87. Stockholm. 1926. Libris 1336930
- Piraterna på Gula floden : berättelse för pojkar. B. Wahlströms ungdomsböcker, 99-0117885-1 ; 102. Stockholm. 1927. Libris 1336944
- I den gula drakens klor : en äventyrlig färd från Peking till Borneo. B. Wahlströms ungdomsböcker, 99-0117885-1 ; 113. Stockholm. 1928. Libris 1336954
- I kabylernas våld : äventyrsberättelse ur kabyl- och ökenlivet / Kurt Lange. B. Wahlströms ungdomsböcker, 99-0117885-1 ; 118. Stockholm. 1928. Libris 1336958
- Där livet hänger på ett hår : en svensk pojkes upplevelser i det nutida vilda östern  : äventyrsberättelse. Stockholm: Chelius. 1929. Libris 1333049
- Den gula drakens hämnd : Kurt Lagerbergs upplevelser på Borneo  : äventyrsskildring för ungdom. B. Wahlströms ungdomsböcker, 99-0117885-1 ; 128. Stockholm. 1929. Libris 1336966
- Det stora äventyret : en äventyrlig fard genom Centralafrika  : berättelse för pojkar / Kurt Lange. B. Wahlströms ungdomsböcker, 99-0117885-1 ; 132. Stockholm: Wahlström. 1929. Libris 1336969
- Bland tibetaner och äventyrare : en svensk pojkes spännande upplevelser i Indien och Tibet  : berättelse för ungdom / Kurt Lange. B. Wahlströms ungdomsböcker, 99-0117885-1 ; 141. Stockholm. 1930. Libris 1336978
- I Rif-piraternas våld : berättelse för ungdom  : äventyrsberättelse från sjömanslivet ur skeppar Olle Lundvalls dagbok. B. Wahlströms ungdomsböcker, 99-0117885-1 ; 145. Stockholm. 1930. Libris 1336982
- Flickorna på Solhaga : berättelse för flickor / Alva Krondal. Stockholm: B. Wahlström. 1931. Libris gx7vdkdqdgwc64zq. https://gupea.ub.gu.se/2077/75969
- Kaparespionen : två svenska pojkars upplevelser i det nutida farofyllda Kina  : berättelse för ungdom. B. Wahlströms ungdomsböcker, 99-0117885-1 ; 172. Stockholm. 1932. Libris 1364982
- Skärgårdspojkarna : tre skolpojkars äventyr i havsbandet  : berättelse för pojkar / av Kurt Lange. B. Wahlströms ungdomsböcker, 99-0117885-1 ; 177. Stockholm. 1932. Libris 3004071
- Östersjöpiraternas borg : ungdomsberättelse från Vikbolandet. B. Wahlströms ungdomsböcker, 99-0117885-1 ; 191. Stockholm. 1933. Libris 1365001
- Pojkarna på Utskär : en sommarhistoria från det stockholmska havsbandet  : berättelse för pojkar. B. Wahlströms ungdomsböcker, 99-0117885-1 ; 205. Stockholm: B. Wahlström. 1934. Libris 1365015
- I flodpiraternas spår : två svenska pojkars äventyr i det nutida Kina. B. Wahlströms ungdomsböcker, 99-0117885-1 ; 221. Stockholm. 1935. Libris 1365031
- I främlingslegionens våld : en svensk pojkes äventyr i främlingslegionen  : berättelse för ungdom. B. Wahlströms ungdomsböcker, 99-0117885-1 ; 233. Stockholm. 1936. Libris 1380959

### Varia
- Minnen från Gröna Lund : [omslagstitel:] Bellmans-minnen från Gröna Lund / samlade af Tor Svenske. Stockholm. 1897. Libris 2567398
- Ett idealhem sådant det bör och kan vara. Stockholm. 1913. Libris 2738702
- Lärobok i färgharmoni särskilt i det som rör våra kläder. Stockholm. 1914. Libris 2738704
- Amatörkonst : praktiska råd och allmännyttiga uppsatser till vägledning och hjälp i de svenska hemmen saml. och ordnande. Stockholm: Nord. bokförl. 1916. Libris 1654240
- Svensk kokkonst. Stockholm: Nord. bokförl. 1921. Libris 9391382
- Stockholms-minnen från slutet av 1800-talet. Stockholm: Ax. Eliasson. 1925. Libris 1482497

### Bearbetningar och utgivningar
- Gyllene sagor från när och fjärran / samlade af A. E. Eriksson. Stockholm: Gullberg & Hallberg. 1898. Libris 1644227
- Svensk humor : illustreradt skämtbibliotek : de gladaste berättelser och roligaste historier ur alla samhällsklasser. Häfte 1-39 / samlade av Sven i Skratthult. Stockholm: Silén. 1905-1906. Libris 2231881

### Översättningar
- Appleton, G. W (1916). Den blå diamanten : Detektivroman från Londons societetsliv. Stockholm: B. Wahlström. Libris 1649082
- Appleton, G. W (1916). De tre guldkulorna : Detektivroman ur Londons konstnärsliv. Stockholm: B. Wahlström. Libris 1649081
- Ballantyne, Robert Michael (1916). Bland trappers och rödskinn. B. Wahlströms ungdomsböcker, 99-0117885-1 ; 11. Stockholm: B. Wahlström. Libris 1660269
- Blöm, Walter (1914). Järn-året : roman från fransk-tyska kriget. Stockholm: Chelius. Libris 1631783
- Blöm, Walter (1915). Folk mot folk : roman från fransk-tyska kriget. Stockholm: Chelius. Libris 1631782
- Brereton, F. S (1915). Prärieliv : berättelse från Kalifornien. B. Wahlströms Ungdomsböcker ; 6. Stockholm: B. Wahlström. Libris 1640958
- Bull, Albert E (1916). Cantonstreet-affären : detektivroman. Stockholm: B. Wahlström. Libris 1650275
- Donovan, Dick (1916). Djävulsringen : detektivroman. Stockholm: B. Wahlström. Libris 1651027
- Friman, Robert (1916). Tom Tanks testamente. Stockholm: B. Wahlström. Libris 1652066
- Green, A. K (1916). Jeffery-Moore mysteriet : detektivroman. Stockholm: B. Wahlström. Libris 1652481
- Griffiths, Arthur (1917). Straffången från Portland : detektivroman från Londons förbrytarvärld. Stockholm: B. Wahlström. Libris 1652500
- Den heliga Genoveva : en av världens märkligaste mödrar : efter munken R. de Cerisèers "Genoveva av Brabant" 1647. Stockholm. 1922. Libris 2663619
- Howells, Conny (1916). Mannen med masken : detektivroman. Stockholm: B. Wahlström. Libris 1653560
- Hungerford, Margaret Wolfe (1915). Doris. Stockholm: B. Wahlström. Libris 1634892
- Hungerford, Margaret Wolfe (1915). En samvetssak. Stockholm: B. Wahlström. Libris 1634894
- Hungerford, Margaret Wolfe (1915). Trohet och svek. Stockholm: B. Wahlström. Libris 1634917
- Kellermann, Bernhard (1915). Kriget i väster. Stockholm: B. Wahlström. Libris 1635471
- Landsberger, Artur (1923). Lu, kokotten : Berlinroman. Stockholm: Chelius. Libris 1486338
- Landsberger, Artur (1919). Skratta Pajazzo! : en modern häxsabbat  : romanen om ett diktaröde. Stockholm: Chelius. Libris 1654747
- May, Karl (1913). Abrahim Mamur. Äventyrsromaner ; 1. Stockholm: Chelius. Libris 2188294
- May, Karl (1913). Abu-Seif : äventyrsroman från Röda havet och Mekka. Äventyrsromaner ; 2. Stockholm: Chelius. Libris 2188295
- May, Karl (1913). Bland turkar och djävulsdyrkare. Äventyrsromaner ; 3. Stockholm: Chelius. Libris 2188296